# Washington crossing the Delaware
Washington crossing the Delaware (Nederlands: Washington steekt de Delaware over) is een schilderij van de in Duitsland geboren Amerikaanse kunstschilder Emanuel Leutze, geschilderd in 1850 en 1851, olieverf op doek, 378,5 × 647,7 centimeter groot. Het werk bevindt zich thans in het Metropolitan Museum of Art te New York.

## Context
Leutze emigreerde met zijn familie in 1825 vanuit Duitsland naar Amerika, maar keerde in 1841 terug naar zijn geboorteland om te studeren aan de Kunstacademie Düsseldorf. Uiteindelijk zou hij daar tot 1859 blijven werken alvorens weer terug te keren naar de Verenigde Staten. Opvallend is dat Leutze in de periode dat hij in Duitsland verbleef een groot aantal historische werken schilderde met thema's gekozen uit de Amerikaanse geschiedenis. De bekendste daarvan is het groots opgezette, bijna vier meter hoge en ruim zes meter brede schilderij Washington crossing the Delaware (1851). Beweerd wordt wel dat de rivieroever, die op de achtergrond van het schilderij te zien is, niet de oever van de Delaware voorstelt, maar een oever van de Rijn bij Meerbusch. Leutze voelde het patriottische aspect van het onderwerp echter scherp aan en stond erop om Amerikaanse studenten van de Düsseldorfse academie als modellen te gebruiken. Later zou het schilderij in de Verenigde Staten een schier iconische status krijgen.

## Thema en uitwerking
Het schilderij verbeeldt George Washington en zijn leger, die in de vroege ochtend van 25 december 1776 de met ijs bedekte rivier de Delaware overstaken voor een verrassingsaanval op de Britten bij Trenton. Tijdens de op de overtocht volgende aanval versloegen ze op verpletterende wijze een Brits garnizoen, dat overigens voornamelijk werd gevormd door Duitse huurlingen. Deze zogenoemde slag bij Trenton wordt als een van de beslissende momenten gezien uit de Amerikaanse Onafhankelijkheidsoorlog.
In de uitwerking van het thema is Leutze sterk gericht op effect en het teweegbrengen van een emotionele reactie bij de toeschouwers. Brokken ijs, hinnikende paarden, en een morgenster geven gevaar, moed en hoop weer. Washington staat als een heroïsche wijze fier rechtop in het midden, standvastig en vastberaden, met in zijn kielzog de Stars and Stripes, vastgehouden door de latere president James Monroe. Ze voeren een gemêleerd leger aan van Amerikanen (we zien Schotten, een Afrikaan, boeren) die bereid zijn ontberingen te doorstaan en te vechten in naam van de vrijheid. In deze zin is het tafereel sterk symbolisch te interpreteren. Het is alsof de overstekende Washington de voorbode is van de honderdduizenden kolonisten die later zouden volgen.
Het schilderij valt verder op door de onnatuurlijk heldere lucht, waarbij de opkomende zon de gezichten van Washington en Monroe verlicht. De compositie toont veel donkere accenten, die duidelijk maken dat het nog niet helemaal licht is. Opvallend is de afgewogen verdeling van rode accenten over het door blauwtonen gedomineerde doek, die herinnert aan de Amerikaanse vlag. Door het gebruik van perspectivische bekorting (de boten op de achtergrond zijn verkleind weergegeven) wordt extra diepte gesuggereerd. Het schilderij bevat overigens diverse historische onjuistheden. Zo bestond tijdens de oversteek de 'Stars and Stripes' nog niet, is de Delaware aanzienlijk minder breed en nam Washington zo goed als zeker geen paarden mee op de overtocht, zoals op de achtergrond te zien is.

## Historie
Van Washington crossing the Delaware werden door Leutze in 1849-1851 twee versies geschilderd. De hier besproken versie, thans in het Metropolitan Museum of Art, is de tweede. De eerste versie werd in 1942 vernietigd tijdens een bombardement op Bremen, waar het zich in de Kunsthalle bevond. In de West Wing van het Witte Huis (Washington D.C.) bevindt zich een grote kopie als muurschildering. Het werk is opgenomen in talloze boeken over de Amerikaanse geschiedenis. George Antheil baseerde zijn compositie McKonkey's Ferry op het schilderij.